# Rubus opacus
Rubus opacus — вид квіткових рослин родини трояндових (Rosaceae).

## Поширення
Поширення: Бельгія, Німеччина, Нідерланди, Польща.
В Україні наводиться для Львівської області.

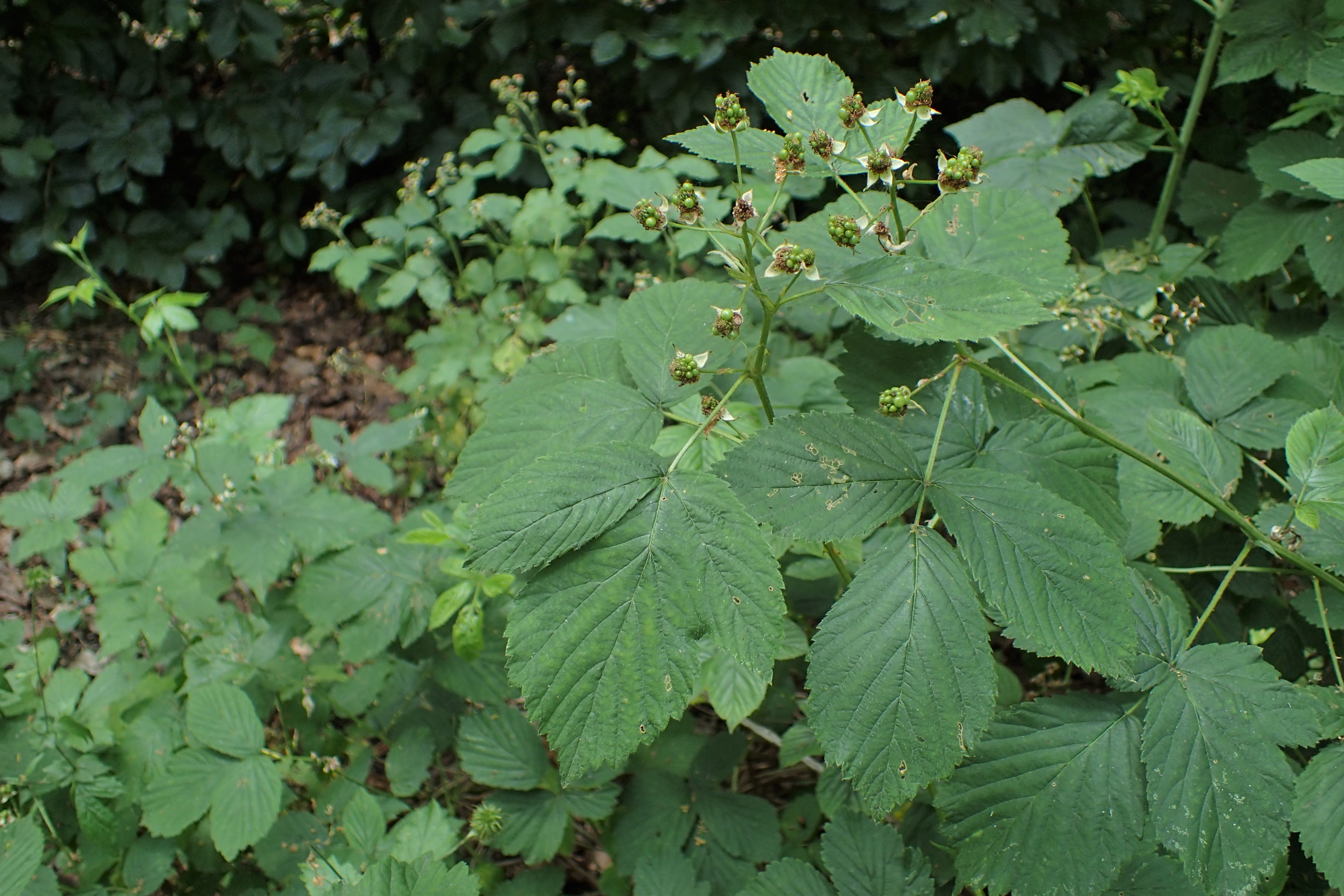
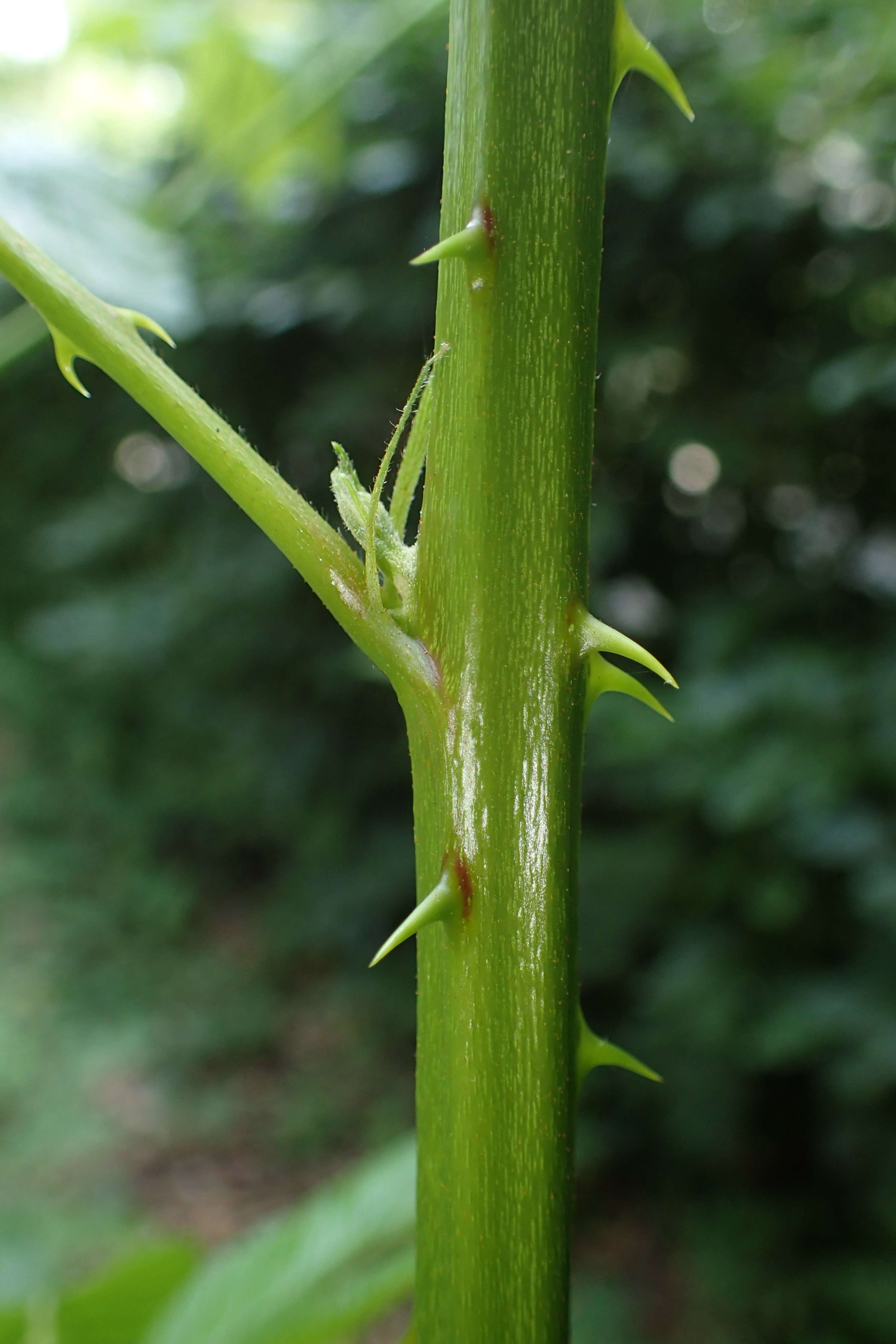